# Киркеево
Киркеево — деревня в Тейковском районе Ивановской области России, входит в состав Нерльского городского поселения.

## География
Деревня расположена на берегу реки Нерль в 10 км на северо-запад от центра поселения посёлка Нерль и в 29 км на юго-запад от райцентра города Тейково.

## История
В XVIII—XIX веках село принадлежало следующим помещикам: Гундорову, Блудову и Ложкину. В 1771 году владельцем села князем Андреем Васильевичем Гундоровым была построена каменная церковь с колокольней. Престолов в церкви было два: в холодной — в честь иконы Знамения Божьей Матери, в теплом приделе — во имя Святителя и Чудотворца Николая. В 1893 году приход состоял из села (12 дворов) и деревень Попадкино, Дешевицы, Душино, Ясново. Всех дворов в приходе 52, мужчин — 212, женщин — 238. В годы Советской Власти церковь в селе была полностью разрушена.
В конце XIX — начале XX века село входило в состав Нельшинской волости Суздальского уезда Владимирской губернии.
С 1929 года село входило в состав Думинского сельсовета Тейковского района, с 1979 года — в составе Москвинского сельсовета, с 2005 года — в составе Нерльского городского поселения.

## Население
| 1859 | 1905 | 2010 |
| ---- | ---- | ---- |
| 105  | ↘93  | ↘8   |